# ГЕС Xiàngbílǐng
ГЕС Xiàngbílǐng (象鼻岭水电站) — гідроелектростанція на півдні Китаю у провінції Гуйчжоу. Знаходячись перед ГЕС Xiǎoyántóu, входить до складу каскаду на річці Ніулан, правій притоці Дзинша (верхня течія Янцзи).
У межах проєкту річку перекрили бетонною арковою греблею висотою 136 метрів, яка утримує водосховище з об'ємом 263 млн м3 (корисний об'єм 169 млн м3). Розташований біля греблі підземний машинний зал обладнали двома турбінами потужністю по 120 МВт, які повинні забезпечувати виробництво 930 млн кВт·год електроенергії на рік.